# Idiops royi
Espèce
Idiops royi est une espèce d'araignées mygalomorphes de la famille des Idiopidae.

## Distribution
Cette espèce est endémique du Sénégal.

## Étymologie
Cette espèce est nommée en l'honneur de Roger Roy.

## Publication originale
- Roewer, 1961 : Opilioniden und Araneen, Le Parc National de Niokolo-Koba, 2. Mémoire de l'Institut français d'Afrique Noire, vol. 62, p. 33-81.